# リダウツチョイス
リダウツチョイス (Redoute's Choice) はオーストラリアで生産、調教された競走馬、種牡馬。現役時代はデビューから1週間後にブルーダイヤモンドステークスを制するなどG1を4勝。同期の強豪テスタロッサと覇を競った。種牡馬となってからは数々のG1勝ち馬を送り出し、オーストラリアのリーディングサイアーを3回獲得。オセアニアで一大勢力を築いた父デインヒルの代表的な後継種牡馬の1頭となった。

## 競走馬時代
1998-1999年シーズン（2歳）から1999-2000年シーズン（3歳）まで走り、通算10戦5勝。準重賞でデビュー勝ちを収めると、連闘で出走したブルーダイヤモンドステークスで素質馬として知られていた1番人気のテスタロッサに2馬身差をつけてG1を初制覇。マニカトステークスでは明け3歳で古馬勢を破って3連勝と、非凡な才能を見せた。その後はテスタロッサの巻き返しを許すなど若干伸び悩んだものの、G1を2勝上積みした。
結局テスタロッサとは6戦してともにG1競走で2勝したが、残る2戦は先着を許し、2勝4敗という対戦成績だった。なお、テスタロッサは翌年の安田記念で引退するまで、リダウツチョイスより1年あまり長く現役を続けている。

### 競走成績
| 出走日    | 競馬場         | 競走名               | 格 | 着順 | 騎手         | 距離   | 着差        | 1着（2着）馬        |
| --------- | -------------- | -------------------- | -- | ---- | ------------ | ------ | ----------- | ------------------- |
| 1999.2.20 | コーフィールド | ヴーヴ・クリコS      | L  | 1着  | J.キャシディ | T1100m | クビ        | (Transparent Lover) |
| 2.27      | コーフィールド | ブルーダイヤモンドS  | G1 | 1着  | D.ニコリック | T1200m | 2馬身       | （Testa Rossa）     |
| 8.14      | ムーニーバレー | マニカトS            | G1 | 1着  | J.キャシディ | T1200m | 1･1/2馬身   | (Marstic)           |
| 9.4       | フレミントン   | アスコットヴェールS  | G2 | 4着  | J.キャシディ | T1200m | －6･3/4馬身 | Spargo              |
| 9.19      | フレミントン   | VICヘルスカップ      | G1 | 3着  | J.キャシディ | T1400m | －1･3/4馬身 | Testa Rossa         |
| 10.9      | コーフィールド | コーフィールドギニー | G1 | 1着  | J.キャシディ | T1600m | アタマ      | (Testa Rossa)       |
| 10.23     | ムーニーバレー | コックスプレート     | G1 | 5着  | C.マンス     | T2000m | －7･1/2馬身 | Sunline             |
| 2000.1.25 | ムーニーバレー | オーストラリアS      | G1 | 2着  | J.キャシディ | T1200m | －1･3/4馬身 | Miss Pennymoney     |
| 2.19      | コーフィールド | CFオーアS            | G1 | 1着  | D.ビードマン | T1400m | アタマ      | (Miss Pennymoney)   |
| 3.4       | コーフィールド | フューチュリティS    | G1 | 3着  | D.ビードマン | T1400m | －2･1/4馬身 | Testa Rossa         |

※競走名のSはステークスの略、着差は日本式の表記で最も近いもので代用する

## 種牡馬時代
2000年からアローフィールドスタッドで種牡馬となる。初年度の種付け料は3万3000オーストラリア・ドル。
2003年に初年度産駒がデビュー。翌年にLotteriaでG1を初制覇したのを皮切りに、初年度から3世代で10頭以上のG1勝ち馬を送り出すという、非常に大きな成功を収める。2世代がデビューした2004-2005年シーズンに早くもサイアーランキング3位になると、翌2005-2006年シーズンにはオーストラリアリーディングサイアーとなった。以後も2009-2010年シーズンに2回目、2013-2014年シーズンに3回目のリーディングを獲得し、その他のシーズンでもつねに上位をキープしている。
これらの活躍の結果種付け料は高騰し、2007年と2008年には33万オーストラリア・ドル（当時の為替レートで3000万円以上）にまで達した。産駒の落札額も100万オーストラリア・ドルを突破するケースが続出し、2008年には1歳馬の平均落札額が70万オーストラリア・ドル以上になっている。世界経済が減速した2009年以降はいわゆるバブル景気のような状況は収まったが、以後も種付け料、実績ともにトップクラスの種牡馬として活躍している。
Musir、Nadeem、スニッツェル、Stratumなどが後継種牡馬となっており、このうちスニッツェルは2013-2014年シーズンにリーディングサイアーランキングで父に次ぐ2位となり、オーストラリア史上初となる、父子によるリーディングワンツーを達成した。また、2007年にシャトル種牡馬として社台スタリオンステーションで供用されている。
日本にも産駒や受胎した繁殖牝馬がおもに2007年以降導入されていて、なかには短距離G1を2勝したフラワーパークがリダウツチョイスに種付けするために輸出され、翌年帰国して出産するという例もあった。日本ではフルーキーが重賞のチャレンジカップを勝利、前述のフラワーパークが産んだクリアンサスがオープン特別であるマーガレットステークスを勝っている。
2019年3月25日早朝、回復不可能な外傷により安楽死措置が取られた。

### G1競走優勝馬
※生産年別にアルファベット順で表記、競走名にとくに記載のない場合はオーストラリアG1
- 2001年産
  - Lotteria / ロッテリア － フライトステークス、エンパイアローズステークス
- 2002年産
  - Fashions Afield / ファッションズアフィールド － サイアーズプロデュースステークス、フライトステークス
  - God's Own / ゴッズオウン － コーフィールドギニー
  - Snitzel / スニッツェル － オークレイプレート
  - Stratum / ストラタム － ゴールデンスリッパーステークス
  - Undoubtedly / アンダウテッドリー － ブルーダイヤモンドステークス
- 2003年産
  - Anamato / アナマト － オーストララシアンオークス
  - Cheeky Choice / チーキーチョイス － フライトステークス
  - Empires Choice / エンパイアズチョイス － クイーンズランドダービー
  - Miss Finland / ミスフィンランド － ゴールデンスリッパーステークス、VRCオークス、オーストラリアンギニー、オーストラリア1000ギニー、アローフィールドスタッドステークス
  - Nadeem / ナディーム － ブルーダイヤモンドステークス
  - Redoute's Dancer / リダウツダンサー － ニュージーランドダービー（新G1）
- 2005年産
  - Allez Wonder / アレワンダー － トゥーラックハンデキャップ
  - Gallica / ギャリカ － オーストラリア1000ギニー、シュウェップスオークス
  - Master of Design / マスターオブデザイン － TJスミスステークス
  - Samantha Miss / サマンサミス － VRCオークス、シャンペンステークス、フライトステークス
- 2006年産
  - Dariana / ダリアナ － クイーンズランドダービー
  - Melito / メリト － TJスミスステークス、ウインターステークス
  - Musir / ムシール － ゴールデンホースシュー（南アG1）
- 2007年産
  - Absolutely / *アブソルートリー － オーストラリアンオークス
  - King's Rose / *キングスローズ － ニュージーランド1000ギニー（新G1）
- 2008年産
  - Bonaria / ボナリア - マイヤークラシック
- 2009年産
  - Lankan Rupee / ランカンルピー - オークレイプレート、ニューマーケットハンデキャップ、TJスミスステークス、マニカトステークス、ブラックキャビアライトニング
  - Royal Descent / ロイヤルディセント - オーストラリアンオークス
  - Wylie Hall / ワイリーホール - SAダービー（南アG1）、プレジデンツチャンピオンズチャレンジ（南アG1）
- 2011年産
  - Hampton Court / ハンプトンコート - スプリングチャンピオンステークス
  - Majmu / マジム - ケープフィリーズギニー（南アG1）、エンプレスクラブステークス（南アG1）
- 2015年産
  - The Autumn Sun / ジオータムサン - J.J.アトキンスプレート、ゴールデンローズステークス、コーフィールドギニー、ランドウィックギニーズ、ローズヒルギニー
- 2016年産
  - Celebrity Queen / セレブリティクイーン - オークレイプレート
- 2019年産
  - Rediener / レディーナー - エプソムハンデキャップ

### 母の父としての主な産駒
- 2009年産
  - Sacred Falls / セイクリッドフォールズ - ニュージーランド2000ギニー（新G1）、ドンカスターマイル、ジョージメインステークス
- 2010年産
  - Zoustar / ズースター - ゴールデンローズステークス、クールモアスタッドステークス
- 2012年産
  - Pasadena Girl / パサデナガール - シャンペンステークス
  - Stay With Me / ステイウィズミー - 豪1000ギニー
- 2013年産
  - Inference / インファレンス - ランドウィックギニーズ
- 2014年産
  - The Mission / ザミッション - シャンペンステークス
  - Ace High / エースハイ - スプリングチャンピオンステークス、ヴィクトリアダービー
  - Kementari / ケメンタリ - ランドウィックギニーズ
  - D'Argento / ダルジェント - ローズヒルギニー
  - Levendi / レヴェンディ - オーストラリアンダービー
  - Trekking / トレッキング - ストラドブロークハンデキャップ、グッドウッドハンデキャップ
- 2015年産
  - Amphitrite / アンフィトリテ - 豪1000ギニー
  - Extra Brut / エクストラブリュット - ヴィクトリアダービー
  - Arcadia Queen / アルカディアクイーン - キングストンタウンクラシック、コーフィールドステークス、マッキノンステークス
  - Regal Power / リーガルパワー - レイルウェイステークス、キングストンタウンクラシック
- 2016年産
  - Super Seth / スーパーセス - コーフィールドギニー
  - Flit / フリット - 豪1000ギニー
- 2017年産
  - Bonham / ボーナム - レヴィンクラシック（新G1）
  - Linebacker / ラインバッカー - ケープダービー（南アG1）、デイリーニュース2000（南アG1）
  - Al Muthana / アルムタナ - ゴールドチャレンジ（南アG1）、キングスプレート（南アG1）
- 2018年産
  - Artorius / アルトーリアス - ブルーダイヤモンドステークス
  - Anamoe / アナモー - サイアーズプロデュースステークス、コーフィールドギニー、ローズヒルギニー、ウィンクスステークス、ジョージメインステークス、マイトアンドパワーステークス、コックスプレート、チッピングノートンステークス、ジョージライダーステークス
  - Profondo / プロフォンド - スプリングチャンピオンステークス
  - Hitotsu / ヒトツ - ヴィクトリアダービー、オーストラリアンギニー、オーストラリアンダービー
  - Gypsy Goddess / ジプシーゴッデス - クイーンズランドオークス
  - In Italian / インイタリアン - ダイアナステークス（米G1）、ファーストレディステークス（米G1）、ジェニーワイリーステークス（米G1）、ジャストアゲームステークス（米G1）
- 2020年産
  - Grail Seeker / グレイルシーカー - タージノトロフィー（新G1）、テレグラフハンデキャップ（新G1）
- 2022年産
  - Vinrock / ヴィンロック - サイアーズプロデュースステークス

## 血統表
| Redoute's Choiceの血統ダンジグ系（ノーザンダンサー系） / Northern Dancer3×4=18.75%、Natalma4×4×5=15.63% | Redoute's Choiceの血統ダンジグ系（ノーザンダンサー系） / Northern Dancer3×4=18.75%、Natalma4×4×5=15.63% | Redoute's Choiceの血統ダンジグ系（ノーザンダンサー系） / Northern Dancer3×4=18.75%、Natalma4×4×5=15.63% | （血統表の出典）      | （血統表の出典） |
| 父 デインヒル Danehill アメリカ 1986 鹿毛                                                               | 父の父Danzig アメリカ 1977 鹿毛                                                                         | Northern Dancer                                                                                         | Nearctic              | Nearctic         |
| 父 デインヒル Danehill アメリカ 1986 鹿毛                                                               | 父の父Danzig アメリカ 1977 鹿毛                                                                         | Northern Dancer                                                                                         | Natalma               |                  |
| 父 デインヒル Danehill アメリカ 1986 鹿毛                                                               | 父の父Danzig アメリカ 1977 鹿毛                                                                         | Pas de Nom                                                                                              | Admiral's Voyage      | Admiral's Voyage |
| 父 デインヒル Danehill アメリカ 1986 鹿毛                                                               | 父の父Danzig アメリカ 1977 鹿毛                                                                         | Pas de Nom                                                                                              | Petitioner            |                  |
| 父 デインヒル Danehill アメリカ 1986 鹿毛                                                               | 父の母Razyana アメリカ 1981 鹿毛                                                                        | His Majesty                                                                                             | Ribot                 | Ribot            |
| 父 デインヒル Danehill アメリカ 1986 鹿毛                                                               | 父の母Razyana アメリカ 1981 鹿毛                                                                        | His Majesty                                                                                             | Flower Bowl           |                  |
| 父 デインヒル Danehill アメリカ 1986 鹿毛                                                               | 父の母Razyana アメリカ 1981 鹿毛                                                                        | Spring Adieu                                                                                            | Buckpasser            | Buckpasser       |
| 父 デインヒル Danehill アメリカ 1986 鹿毛                                                               | 父の母Razyana アメリカ 1981 鹿毛                                                                        | Spring Adieu                                                                                            | Natalma               |                  |
| 母 Shantha's Choice オーストラリア 1992 鹿毛                                                            | 母の父Canny Lad オーストラリア 1987 黒鹿毛                                                              | Bletchingly                                                                                             | Biscay                | Biscay           |
| 母 Shantha's Choice オーストラリア 1992 鹿毛                                                            | 母の父Canny Lad オーストラリア 1987 黒鹿毛                                                              | Bletchingly                                                                                             | Coogee                |                  |
| 母 Shantha's Choice オーストラリア 1992 鹿毛                                                            | 母の父Canny Lad オーストラリア 1987 黒鹿毛                                                              | Jesmond Lass                                                                                            | Lunchtime             | Lunchtime        |
| 母 Shantha's Choice オーストラリア 1992 鹿毛                                                            | 母の父Canny Lad オーストラリア 1987 黒鹿毛                                                              | Jesmond Lass                                                                                            | Beautiful Dreamer     |                  |
| 母 Shantha's Choice オーストラリア 1992 鹿毛                                                            | 母の母Dancing Show アメリカ 1983 鹿毛                                                                   | Nijinsky                                                                                                | Northern Dancer       | Northern Dancer  |
| 母 Shantha's Choice オーストラリア 1992 鹿毛                                                            | 母の母Dancing Show アメリカ 1983 鹿毛                                                                   | Nijinsky                                                                                                | Flaming Page          |                  |
| 母 Shantha's Choice オーストラリア 1992 鹿毛                                                            | 母の母Dancing Show アメリカ 1983 鹿毛                                                                   | Show Lady                                                                                               | Sir Ivor              | Sir Ivor         |
| 母 Shantha's Choice オーストラリア 1992 鹿毛                                                            | 母の母Dancing Show アメリカ 1983 鹿毛                                                                   | Show Lady                                                                                               | Best in Show F-No.8-f |                  |

- 全弟Platinum ScissorsはオーストラリアG1スプリングチャンピオンステークスなど重賞4勝、半弟Manhattan RainはオーストラリアG1サイアーズプロデュースステークスなど重賞2勝、そのほかに重賞勝ち馬の半妹と準重賞勝ち馬の半弟がいる。
- 母の半兄Hurricane SkyはオールエイジドステークスなどオーストラリアのG1を2勝。種牡馬としても4頭のG1勝ち馬を出している。同じく母の半兄UmatillaはニュージーランドG1（当時）カラカッタプレートなど重賞2勝。そのほか祖母の血を引く一族には多数の活躍馬がいる。
- 4代母Best in Showを祖とする一族にEl Gran Senor、スピニングワールド、トライマイベスト、ザールなどの名競走馬、名種牡馬がいる。

## 参考
- Horse - REDOUTE'S CHOICE - 競走成績など
- Redoute's Choice - 種牡馬成績など